# Jeff Young
Jeff Young, född 31 mars 1962 i Ann Arbor, Michigan, är en amerikansk gitarrist. Han var medlem i bandet Megadeth 1987-1988 och medverkade på albumet So Far, So Good... So What!. Han ersatte den tidigare sologitarristen Chris Poland och ersattes av Marty Friedman. Efter avhoppet från Megadeth har han varit verksam som soloartist.